# 核四極子相互作用
核四極子相互作用とは、核四極子モーメントと原子核の位置における電場勾配との相互作用のこと。

## 概要
原子核の正電荷の分布は一般に球対称ではない。よって原子核の位置に電場勾配があると、核スピンの方向によって電気的相互作用に違いが生じるためエネルギー準位が分裂する。
核磁気共鳴（NMR）と同様に共鳴吸収現象を観測することができ、これは核四極子共鳴 (Nuclear Quadrupole Resonance, NQR) と呼ばれる。
核四極子相互作用のハミルトニアンは以下のように表される。
{\displaystyle {\hat {H}}={\frac {eq}{2m(2m-1)}}I\cdot V\cdot I=I\cdot Q\cdot I}
ここでe は電気素量、q は核四極子モーメント、V は電場勾配テンソル、Q は核四極子相互作用テンソルである。
核四極子相互作用テンソルのトレースは0であるので、この相互作用は観測している原子核が充分に速く等方的に運動しているときには平均化されてラーモア周波数への影響は0となる。従ってNQRの観測も固体中に限定される。
核四極子相互作用の大きさは、対称性のない物質(=物質内の電場勾配が大きい)では他の相互作用よりも圧倒的に大きい。そのため四極子モーメントを持つ核では、その緩和はほとんど核四極子相互作用に支配される。